# Danh sách cầu thủ tham dự giải vô địch bóng đá trẻ thế giới 1977

## Bảng A

### Pháp
Huấn luyện viên: Jack Braun
| Số | Vt | Cầu thủ                 | Ngày sinh (tuổi)            | Số trận | Câu lạc bộ          |
| -- | -- | ----------------------- | --------------------------- | ------- | ------------------- |
| 1  | TM | Didier Billet           | 17 tháng 8, 1958 (18 tuổi)  |         | Marseille           |
| 2  | HV | Michel Bibard           | 30 tháng 11, 1958 (18 tuổi) |         | Nantes              |
| 3  | HV | Gérard Bacconnier       | 17 tháng 1, 1959 (18 tuổi)  |         | Marseille           |
| 4  | HV | Bruno Creignou          | 19 tháng 8, 1958 (18 tuổi)  |         | Le Havre            |
| 5  | HV | Christophe Desbouillons | 20 tháng 8, 1958 (18 tuổi)  |         | Lyon                |
| 6  | TV | Vincent Bracigliano     | 30 tháng 9, 1958 (18 tuổi)  |         | Metz                |
| 7  | TĐ | Patrice Lecornu         | 24 tháng 3, 1958 (19 tuổi)  |         | Red Star Saint-Ouen |
| 8  | HV | Philippe Jeannol        | 6 tháng 8, 1958 (18 tuổi)   |         | Nancy               |
| 9  | TĐ | Pascal Françoise        | 28 tháng 2, 1958 (19 tuổi)  |         | Lens                |
| 10 | TV | Bernard Genghini        | 18 tháng 1, 1958 (19 tuổi)  |         | Sochaux             |
| 11 | TĐ | Thierry Meyer           | 22 tháng 1, 1958 (19 tuổi)  |         | Sochaux             |
| 12 | HV | Daniel Tallineau        | 6 tháng 5, 1959 (18 tuổi)   |         | Bordeaux            |
| 13 | TV | Philippe Piette         | 22 tháng 8, 1958 (18 tuổi)  |         | Valenciennes        |
| 14 | TV | Patrice Godel           | 25 tháng 11, 1958 (18 tuổi) |         | Lens                |
| 15 | HV | Victorio Mastroianni    | 26 tháng 7, 1958 (18 tuổi)  |         | Lens                |
| 16 | TĐ | André Wiss              | 5 tháng 8, 1959 (17 tuổi)   |         | Strasbourg          |
| 17 | TĐ | François Brisson        | 9 tháng 4, 1958 (19 tuổi)   |         | Paris SG            |
| 18 | TM | Francis Tisiot          | 11 tháng 9, 1958 (18 tuổi)  |         | Bordeaux            |

### México
Huấn luyện viên: Alfonso Portugal
| Số | Vt | Cầu thủ             | Ngày sinh (tuổi)            | Số trận | Câu lạc bộ          |
| -- | -- | ------------------- | --------------------------- | ------- | ------------------- |
| 1  | TM | Marco Paredes       | 6 tháng 2, 1957 (20 tuổi)   |         | Jalisco             |
| 2  | TĐ | Francisco Mora      | 2 tháng 4, 1958 (19 tuổi)   |         | Cruz Azul           |
| 3  | HV | Sergio Rubio        | 27 tháng 11, 1956 (20 tuổi) |         | Unión de Curtidores |
| 4  | HV | Leonardo Álvarez    | 25 tháng 9, 1955 (21 tuổi)  |         | Monterrey           |
| 5  | HV | José Flores         | 1 tháng 6, 1958 (19 tuổi)   |         | Leon                |
| 6  | HV | Humberto Lucano     | 20 tháng 11, 1958 (18 tuổi) |         | Jalisco             |
| 7  | TV | Guillermo Cosío     | 15 tháng 9, 1958 (18 tuổi)  |         | Zacatepec           |
| 8  | TV | Hugo Rodríguez      | 14 tháng 3, 1959 (18 tuổi)  |         | La Laguna           |
| 9  | TĐ | Eduardo Moses       | 14 tháng 5, 1958 (19 tuổi)  |         | Monterrey           |
| 10 | TĐ | Fernando Garduño    | 26 tháng 2, 1958 (19 tuổi)  |         | Irapuato            |
| 11 | TĐ | Jacinto Ambriz      | 2 tháng 11, 1958 (18 tuổi)  |         | Atletico Español    |
| 12 | TM | Eulogio Mena        | 27 tháng 7, 1958 (18 tuổi)  |         | Atlas               |
| 13 | HV | Eduardo Rergis      | 20 tháng 4, 1956 (21 tuổi)  |         | América             |
| 14 | TV | Carlos García       | 3 tháng 7, 1954 (22 tuổi)   |         | Monterrey           |
| 15 | TV | Enrique López Zarza | 25 tháng 10, 1957 (19 tuổi) |         | Pumas UNAM          |
| 16 | TV | Jorge Dávalos       | 3 tháng 7, 1957 (19 tuổi)   |         | U. de G.            |
| 17 | TĐ | Agustín Manzo       | 15 tháng 10, 1958 (18 tuổi) |         | America             |
| 18 | TV | Luis Plascencia     | 4 tháng 2, 1957 (20 tuổi)   |         | U. de G.            |

### Tây Ban Nha
Huấn luyện viên: Jesús María Pereda
| Số | Vt | Cầu thủ                | Ngày sinh (tuổi)            | Số trận | Câu lạc bộ          |
| -- | -- | ---------------------- | --------------------------- | ------- | ------------------- |
| 1  | TM | Francisco Buyo         | 13 tháng 1, 1958 (19 tuổi)  |         | Deportivo La Coruña |
| 2  | HV | Santiago Urquiaga      | 14 tháng 4, 1958 (19 tuổi)  |         | Bilbao Athletic     |
| 3  | HV | Salvador Campello      | 6 tháng 6, 1958 (19 tuổi)   |         | Elche               |
| 4  | HV | Antonio García Navajas | 8 tháng 3, 1958 (19 tuổi)   |         | Burgos              |
| 5  | HV | Rafael García Cortés   | 18 tháng 1, 1958 (19 tuổi)  |         | Real Madrid         |
| 6  | TV | Jorge Casas            | 6 tháng 2, 1958 (19 tuổi)   |         | Barcelona           |
| 7  | TĐ | Emilio Gómez           | 14 tháng 1, 1958 (19 tuổi)  |         | Barcelona           |
| 8  | TV | Ricardo Gallego        | 8 tháng 2, 1959 (18 tuổi)   |         | Real Madrid         |
| 9  | TĐ | José Enrique Mayayo    | 9 tháng 6, 1958 (19 tuổi)   |         | Bilbao Athletic     |
| 10 | TV | Eduardo Lafuente       | 21 tháng 1, 1958 (19 tuổi)  |         | Real Zaragoza       |
| 11 | TĐ | Ángel González         | 3 tháng 12, 1958 (18 tuổi)  |         | Espanyol            |
| 12 | TV | Salvador Ribes         | 21 tháng 4, 1958 (19 tuổi)  |         | Castellón           |
| 13 | TM | José Manuel Sempere    | 15 tháng 2, 1958 (19 tuổi)  |         | Orihuela            |
| 14 | HV | Alberto Benedé         | 5 tháng 4, 1958 (19 tuổi)   |         | Real Zaragoza       |
| 15 | TĐ | José Antonio Alcañiz   | 23 tháng 10, 1958 (18 tuổi) |         | Elche               |
| 16 | TV | Antonio Güembe         | 22 tháng 1, 1959 (18 tuổi)  |         | Bilbao Athletic     |
| 17 | TV | José Ricardo Escobar   | 13 tháng 6, 1958 (19 tuổi)  |         | Cádiz               |
| 18 | TĐ | Patricio Pelegrín      | 14 tháng 10, 1958 (18 tuổi) |         | Real Murcia         |

### Tunisia
Huấn luyện viên: Moktar Ben Nacef 
| Số | Vt | Cầu thủ            | Ngày sinh (tuổi)            | Số trận | Câu lạc bộ     |
| -- | -- | ------------------ | --------------------------- | ------- | -------------- |
| 1  | TM | Mohsen Rajhi       | 17 tháng 3, 1958 (19 tuổi)  |         | ES Tunis       |
| 2  | TM | Abdelkrim Jebali   | 29 tháng 1, 1958 (19 tuổi)  |         |                |
| 3  | TV | Mohamed Cheriti    | 23 tháng 5, 1958 (19 tuổi)  |         |                |
| 4  | TV | Samir Aloulou      | 24 tháng 6, 1959 (18 tuổi)  |         |                |
| 5  | HV | Fayçal Jelassi     | 10 tháng 10, 1958 (18 tuổi) |         | CS Hammam-Lif  |
| 6  | TV | Moncef Chargui     | 7 tháng 8, 1958 (18 tuổi)   |         | Club Africain  |
| 7  | TV | Mustapha Nabli     | 16 tháng 1, 1959 (18 tuổi)  |         |                |
| 8  | HV | Khaled Ben Yahia   | 12 tháng 11, 1959 (17 tuổi) |         | ES Tunis       |
| 9  | TV | Abderrazak Zarrouk | 18 tháng 2, 1958 (19 tuổi)  |         |                |
| 10 | TV | Ali Ben Fattoum    | 3 tháng 8, 1958 (18 tuổi)   |         |                |
| 11 | TĐ | Farid Belhoula     | 19 tháng 1, 1958 (19 tuổi)  |         | Stade Tunisien |
| 12 | TV | Mohamed Ben Zitoun | 20 tháng 1, 1958 (19 tuổi)  |         |                |
| 13 | TV | Mohamed Ben Dhiab  | 25 tháng 10, 1958 (18 tuổi) |         |                |
| 14 | TV | Hassan Dakhli      | 10 tháng 2, 1958 (19 tuổi)  |         |                |
| 15 | TV | Abdelhamid Hergal  | 27 tháng 1, 1959 (18 tuổi)  |         | Stade Tunisien |
| 16 | TV | Faouzi Marzouki    | 18 tháng 2, 1958 (19 tuổi)  |         |                |
| 17 | TV | Hedi Lakhal        | 12 tháng 6, 1958 (19 tuổi)  |         |                |
| 18 | TĐ | Lotfi Ben Barka    | 20 tháng 1, 1958 (19 tuổi)  |         |                |

## Bảng B

### Honduras
Huấn luyện viên: José de la Paz Herrera
| Số | Vt | Cầu thủ               | Ngày sinh (tuổi)            | Số trận | Câu lạc bộ  |
| -- | -- | --------------------- | --------------------------- | ------- | ----------- |
| 1  | TM | Julio César Arzú      | 5 tháng 6, 1954 (23 tuổi)   |         | Real España |
| 2  | TV | Pablo Palma           | 2 tháng 6, 1958 (19 tuổi)   |         |             |
| 3  | TV | Héctor Zelaya         | 12 tháng 8, 1958 (18 tuổi)  |         | CD Motagua  |
| 4  | TV | Ramón Maradiaga       | 30 tháng 10, 1954 (22 tuổi) |         | CD Motagua  |
| 5  | HV | Allan Costly          | 13 tháng 12, 1959 (17 tuổi) |         |             |
| 6  | TV | Jose Barahona         | 15 tháng 11, 1958 (18 tuổi) |         |             |
| 7  | TV | Prudencio Norales     | 20 tháng 11, 1958 (18 tuổi) |         | CD Olimpia  |
| 8  | HV | Gilberto Yearwood     | 15 tháng 3, 1959 (18 tuổi)  |         | Elche CF    |
| 9  | TV | Jimmy Bailey          | 7 tháng 2, 1958 (19 tuổi)   |         |             |
| 10 | TV | Arturo Caceres        | 9 tháng 10, 1958 (18 tuổi)  |         |             |
| 11 | TĐ | Porfirio Betancourt   | 10 tháng 10, 1957 (19 tuổi) |         | CD Marathón |
| 12 | TV | Rene Rios             | 3 tháng 6, 1958 (19 tuổi)   |         |             |
| 13 | TV | Feliciano Merino      | 9 tháng 6, 1958 (19 tuổi)   |         |             |
| 14 | TV | Luis Nunez            | 19 tháng 3, 1958 (19 tuổi)  |         |             |
| 15 | TV | Jose Enrique Duarte   | 19 tháng 11, 1959 (17 tuổi) |         |             |
| 16 | TV | Daniel Sambula        | 2 tháng 1, 1959 (18 tuổi)   |         |             |
| 17 | TV | Orlando Rodriguez     | 27 tháng 11, 1958 (18 tuổi) |         |             |
| 18 | TM | Jose Francisco Zelaya | 1 tháng 11, 1958 (18 tuổi)  |         |             |

### Hungary
Huấn luyện viên: Gyula Rákosi
| Số | Vt | Cầu thủ              | Ngày sinh (tuổi)            | Số trận | Câu lạc bộ                 |
| -- | -- | -------------------- | --------------------------- | ------- | -------------------------- |
| 1  | TM | Laszlo Bodnar        | 5 tháng 3, 1959 (18 tuổi)   |         | Pécsi MSC                  |
| 2  | HV | Gabor Szanto         | 31 tháng 1, 1958 (19 tuổi)  |         | Diósgyőri VTK              |
| 3  | TV | Bela Hegedus         | 12 tháng 4, 1958 (19 tuổi)  |         | Vasas SC                   |
| 4  | HV | Árpád Toma           | 3 tháng 1, 1958 (19 tuổi)   |         | Pécsi MSC                  |
| 5  | TV | Janos Kerekes        | 18 tháng 9, 1958 (18 tuổi)  |         | Diósgyőri VTK              |
| 6  | TV | Ferenc Fejes         | 4 tháng 1, 1958 (19 tuổi)   |         | Budapest Honvéd            |
| 7  | TV | Rezső Kékesi         | 11 tháng 1, 1958 (19 tuổi)  |         | Ferencváros                |
| 8  | TV | András Szebegyinszky | 28 tháng 3, 1958 (19 tuổi)  |         | Vasas SC                   |
| 9  | TV | Imre Nagy            | 22 tháng 7, 1958 (18 tuổi)  |         | Pécsi MSC                  |
| 10 | TV | Janos Csepregi       | 11 tháng 3, 1958 (19 tuổi)  |         | Békéscsaba Előre Spartacus |
| 11 | HV | Zsolt Petry          | 23 tháng 3, 1958 (19 tuổi)  |         | Zalaegerszegi TE           |
| 12 | HV | Gabor Híres          | 26 tháng 2, 1958 (19 tuổi)  |         | Vasas SC                   |
| 13 | TV | Tibor Farkas         | 23 tháng 5, 1958 (19 tuổi)  |         | Kecskeméti SC              |
| 14 | TV | Imre Schabel         | 14 tháng 7, 1958 (18 tuổi)  |         |                            |
| 15 | TV | Péter Rácz           | 19 tháng 11, 1958 (18 tuổi) |         | Békéscsaba Előre Spartacus |
| 16 | TV | Pal Krisztin         | 9 tháng 1, 1958 (19 tuổi)   |         |                            |
| 17 | TV | Sandor Vincze        | 30 tháng 9, 1958 (18 tuổi)  |         |                            |
| 18 | TM | Istvan Varga         | 17 tháng 10, 1958 (18 tuổi) |         |                            |

### Maroc
Huấn luyện viên: Abdallah Ben Barek 
| Số | Vt | Cầu thủ          | Ngày sinh (tuổi)            | Số trận | Câu lạc bộ     |
| -- | -- | ---------------- | --------------------------- | ------- | -------------- |
| 1  | TM | Jilali Raounak   | 20 tháng 3, 1958 (19 tuổi)  |         | RS Settat      |
| 2  | HV | Mustapha Jaoudi  | 22 tháng 6, 1958 (19 tuổi)  |         |                |
| 3  | TV | Rachid Sbaï      | 1 tháng 1, 1958 (19 tuổi)   |         |                |
| 4  | TV | Jaouad Belkebir  | 30 tháng 3, 1958 (19 tuổi)  |         |                |
| 5  | HV | Abdelilah Marzak | 2 tháng 5, 1958 (19 tuổi)   |         | SCC Mohammédia |
| 6  | TV | Mohamed Safri    | 18 tháng 4, 1958 (19 tuổi)  |         |                |
| 7  | TV | Rachid Ksikes    | 5 tháng 4, 1959 (18 tuổi)   |         |                |
| 8  | HV | Abdelhak Khelifi | 1 tháng 1, 1959 (18 tuổi)   |         |                |
| 9  | TV | Hafid Djourh     | 19 tháng 11, 1958 (18 tuổi) |         |                |
| 10 | TV | Said Hajar       | 27 tháng 7, 1958 (18 tuổi)  |         |                |
| 11 | TĐ | Abdelatif Miadi  | 1 tháng 1, 1958 (19 tuổi)   |         |                |
| 12 | TV | Khalid Benkirane | 22 tháng 1, 1959 (18 tuổi)  |         |                |
| 13 | TV | Brahim Azzaoui   | 20 tháng 2, 1959 (18 tuổi)  |         |                |
| 14 | TV | Mustapha Jennane | 1 tháng 1, 1958 (19 tuổi)   |         |                |
| 15 | TV | Nassim Faouzi    | 7 tháng 1, 1958 (19 tuổi)   |         |                |
| 16 | TV | Hamid Jnina      | 29 tháng 8, 1958 (18 tuổi)  |         | Kénitra AC     |
| 17 | TV | Driss Azzaoui    | 1 tháng 1, 1958 (19 tuổi)   |         |                |
| 18 | TM | Mustapha Hinga   | 8 tháng 3, 1958 (19 tuổi)   |         |                |

### Uruguay
Huấn luyện viên: Agustí Isarch
| Số | Vt | Cầu thủ         | Ngày sinh (tuổi)            | Số trận | Câu lạc bộ        |
| -- | -- | --------------- | --------------------------- | ------- | ----------------- |
| 1  | TM | Fernando Álvez  | 4 tháng 9, 1959 (17 tuổi)   |         | Defensor Sporting |
| 2  | HV | Luis Russo      | 14 tháng 7, 1958 (18 tuổi)  |         | Defensor Sporting |
| 3  | TV | Daniel Enríquez | 20 tháng 5, 1958 (19 tuổi)  |         | Nacional          |
| 4  | HV | José Moreira    | 30 tháng 9, 1958 (18 tuổi)  |         | Danubio           |
| 5  | TV | Victor Duque    | 19 tháng 2, 1958 (19 tuổi)  |         | Danubio           |
| 6  | HV | Eliseo Rivero   | 27 tháng 12, 1957 (19 tuổi) |         | Danubio           |
| 7  | TĐ | Alberto Bica    | 11 tháng 2, 1958 (19 tuổi)  |         | Cerro             |
| 8  | TV | Víctor Diogo    | 9 tháng 4, 1958 (19 tuổi)   |         | Peñarol           |
| 9  | TĐ | Amaro Nadal     | 16 tháng 3, 1958 (19 tuổi)  |         | Bella Vista       |
| 10 | TV | Ariel Krasouski | 31 tháng 5, 1958 (19 tuổi)  |         | Wanderers         |
| 11 | TĐ | Venancio Ramos  | 20 tháng 6, 1959 (18 tuổi)  |         | Peñarol           |
| 12 | TM | Carlos Maynard  | 21 tháng 5, 1959 (18 tuổi)  |         | Nacional          |
| 13 | HV | Hugo de León    | 27 tháng 2, 1958 (19 tuổi)  |         | Nacional          |
| 14 | TĐ | Héctor Vique    | 27 tháng 6, 1958 (19 tuổi)  |         |                   |
| 15 | TV | Mario Saralegui | 24 tháng 4, 1959 (18 tuổi)  |         | Peñarol           |
| 16 | TĐ | Américo Silva   | 7 tháng 12, 1959 (17 tuổi)  |         | OFI               |
| 17 | TV | Gerardo Caetano | 30 tháng 4, 1958 (19 tuổi)  |         | Defensor Sporting |
| 18 | TV | Rubén Paz       | 8 tháng 8, 1959 (17 tuổi)   |         | Peñarol           |

## Bảng C

### Brasil
Huấn luyện viên: Evaristo de Macedo
| Số | Vt | Cầu thủ         | Ngày sinh (tuổi)            | Số trận | Câu lạc bộ          |
| -- | -- | --------------- | --------------------------- | ------- | ------------------- |
| 1  | TM | João Roberto    | 14 tháng 7, 1958 (18 tuổi)  |         | Guarani             |
| 2  | HV | Edevaldo        | 28 tháng 1, 1958 (19 tuổi)  |         | Fluminense          |
| 3  | HV | Juninho Fonseca | 29 tháng 8, 1958 (18 tuổi)  |         | Ponte Preta         |
| 4  | TV | Jorge Luíz      | 14 tháng 3, 1958 (19 tuổi)  |         | Flamengo            |
| 5  | HV | Heraldo         | 12 tháng 7, 1958 (18 tuổi)  |         | Operário            |
| 6  | HV | Valdemir        | 6 tháng 4, 1958 (19 tuổi)   |         | Caldense            |
| 7  | TV | Tião            | 4 tháng 8, 1959 (17 tuổi)   |         | Cruzeiro            |
| 8  | TĐ | Cléber          | 25 tháng 11, 1958 (18 tuổi) |         | Atlético Mineiro    |
| 9  | TĐ | Paulinho        | 25 tháng 4, 1958 (19 tuổi)  |         | XV Piracicaba       |
| 10 | TĐ | Guina           | 4 tháng 2, 1958 (19 tuổi)   |         | Comercial (SP)      |
| 11 | TĐ | Baroninho       | 18 tháng 1, 1958 (19 tuổi)  |         | Noroeste            |
| 12 | TM | Birigui         | 1 tháng 4, 1958 (19 tuổi)   |         | Guarani             |
| 13 | HV | Grite           | 11 tháng 2, 1958 (19 tuổi)  |         | Figueirense         |
| 14 | TV | Paulo Roberto   | 17 tháng 4, 1958 (19 tuổi)  |         | Juventus            |
| 15 | TĐ | Zito            | 14 tháng 12, 1958 (18 tuổi) |         | Botafogo            |
| 16 | TĐ | Júnior Brasília | 10 tháng 4, 1958 (19 tuổi)  |         | Flamengo            |
| 17 | TV | Nardela         | 1 tháng 1, 1958 (19 tuổi)   |         | XV Piracicaba       |
| 18 | TĐ | Baltazar        | 17 tháng 7, 1959 (17 tuổi)  |         | Atlético Goianiense |

### Bờ Biển Ngà
Huấn luyện viên:  George Beniamini
| Số | Vt | Cầu thủ                   | Ngày sinh (tuổi)            | Số trận | Câu lạc bộ    |
| -- | -- | ------------------------- | --------------------------- | ------- | ------------- |
| 1  | TM | Gastien Krouba            | 20 tháng 2, 1959 (18 tuổi)  |         |               |
| 2  | HV | Gaston Adjoukoua          | 14 tháng 2, 1958 (19 tuổi)  |         | ASEC Mimosas  |
| 3  | TV | Léopold Bridji            | 16 tháng 12, 1958 (18 tuổi) |         |               |
| 4  | TV | Basile Siagoué            | 2 tháng 1, 1959 (18 tuổi)   |         |               |
| 5  | HV | Ignace Aka Kablan         | 15 tháng 10, 1958 (18 tuổi) |         |               |
| 6  | TV | Laurent Madou             | 4 tháng 4, 1958 (19 tuổi)   |         |               |
| 7  | TV | Lucien Kouassi            | 26 tháng 12, 1958 (18 tuổi) |         |               |
| 8  | TV | Pascal Miézan             | 3 tháng 4, 1959 (18 tuổi)   |         | Africa Sports |
| 9  | TV | Abdoulaye Fofana          | 21 tháng 3, 1958 (19 tuổi)  |         |               |
| 10 | TV | N'dri Koffi               | 2 tháng 1, 1958 (19 tuổi)   |         |               |
| 11 | TĐ | Honore Ya Semon           | 28 tháng 8, 1958 (18 tuổi)  |         |               |
| 12 | TV | Mamadou Sakisso           | 3 tháng 3, 1959 (18 tuổi)   |         |               |
| 13 | TV | Agustin Allé              | 28 tháng 8, 1958 (18 tuổi)  |         |               |
| 14 | TV | Daniel Adzeu Allé         | 12 tháng 7, 1958 (18 tuổi)  |         |               |
| 15 | TV | Gnaly Oyourou             | 22 tháng 2, 1959 (18 tuổi)  |         |               |
| 16 | TV | Jean-Noël Youayou Douagré | 30 tháng 12, 1958 (18 tuổi) |         |               |
| 17 | TM | Marcel Bodoua             | 5 tháng 1, 1958 (19 tuổi)   |         | Africa Sports |
| 18 | TV | Edouard Houhon            | 20 tháng 12, 1958 (18 tuổi) |         |               |

### Iran
Huấn luyện viên: Mahmoud Yavari
| Số | Vt | Cầu thủ                  | Ngày sinh (tuổi)            | Số trận | Câu lạc bộ   |
| -- | -- | ------------------------ | --------------------------- | ------- | ------------ |
| 1  | TM | Ali Rasouladze           | 1 tháng 2, 1958 (19 tuổi)   |         | Bank Melli   |
| 2  | TV | Abolghasem Kalantari     | 28 tháng 11, 1958 (18 tuổi) |         | Bargh Shiraz |
| 3  | TV | Habib Makvandi           | 22 tháng 3, 1958 (19 tuổi)  |         | Zob Ahan     |
| 4  | TV | Asghar Sadri             | 1 tháng 1, 1958 (19 tuổi)   |         | Rah Ahan     |
| 5  | TV | Reza Rajabi              | 25 tháng 1, 1959 (18 tuổi)  |         | Bank Melli   |
| 6  | TV | Abdolali Changiz         | 13 tháng 3, 1959 (18 tuổi)  |         | Taj          |
| 7  | TV | Ahmadali Heydari         | 20 tháng 10, 1958 (18 tuổi) |         | Shahbaz      |
| 8  | TĐ | Hamid Derakhshan         | 13 tháng 1, 1958 (19 tuổi)  |         | Persepolis   |
| 9  | TV | Gholamhossein Hashempour | 4 tháng 2, 1959 (18 tuổi)   |         | Rah Ahan     |
| 10 | TV | Moharram Asheri          | 29 tháng 4, 1959 (18 tuổi)  |         | Taj          |
| 11 | TV | Abas Kargar              | 3 tháng 6, 1958 (19 tuổi)   |         | Tractor Sazi |
| 12 | TV | Alikaram Suri            | 21 tháng 3, 1960 (17 tuổi)  |         | Bank Melli   |
| 13 | TV | Faramarz Omidvar         | 2 tháng 3, 1958 (19 tuổi)   |         | Bargh Shiraz |
| 14 | TV | Faradh Bahrami           | 2 tháng 9, 1958 (18 tuổi)   |         | Machin Sazi  |
| 15 | TV | Abdolreza Barzegari      | 3 tháng 7, 1958 (18 tuổi)   |         | Sanat Naft   |
| 16 | TV | Gholamreza Naalchegar    | 13 tháng 4, 1958 (19 tuổi)  |         | Taj          |
| 17 | TĐ | Jamshid Nassiri          | 23 tháng 2, 1959 (18 tuổi)  |         | Rastakhiz    |
| 18 | TM | Ebrahim Nikpour          | 17 tháng 7, 1958 (18 tuổi)  |         | Daraei       |

### Ý
Huấn luyện viên: Italo Acconcia
| Số | Vt | Cầu thủ            | Ngày sinh (tuổi)            | Số trận | Câu lạc bộ     |
| -- | -- | ------------------ | --------------------------- | ------- | -------------- |
| 1  | TM | Giovanni Galli     | 29 tháng 4, 1958 (19 tuổi)  |         | Fiorentina     |
| 2  | HV | Stefano Garuti     | 15 tháng 7, 1959 (17 tuổi)  |         | Bologna        |
| 3  | HV | Giuseppe Baresi    | 7 tháng 2, 1958 (19 tuổi)   |         | Internazionale |
| 4  | TV | Luigi Sacchetti    | 22 tháng 3, 1958 (19 tuổi)  |         | Fiorentina     |
| 5  | HV | Moreno Ferrario    | 20 tháng 3, 1959 (18 tuổi)  |         | Varese         |
| 6  | TV | Antonio Di Gennaro | 5 tháng 10, 1958 (18 tuổi)  |         | Fiorentina     |
| 7  | TV | Ennio Mastalli     | 31 tháng 10, 1958 (18 tuổi) |         | Bologna        |
| 8  | TV | Antonio Sabato     | 9 tháng 1, 1958 (19 tuổi)   |         | Internazionale |
| 9  | TĐ | Luigi Capuzzo      | 1 tháng 4, 1958 (19 tuổi)   |         | Juventus       |
| 10 | TV | Gaudenzio Colla    | 22 tháng 1, 1959 (18 tuổi)  |         | Atalanta       |
| 11 | TĐ | Aldo Cantarutti    | 17 tháng 10, 1958 (18 tuổi) |         | Torino         |
| 12 | TM | Rossano Pinti      | 19 tháng 1, 1958 (19 tuổi)  |         | Perugia        |
| 13 | HV | Andrea Maiani      | 17 tháng 10, 1958 (18 tuổi) |         | Reggiana       |
| 14 | TV | Massimo Pedrazzini | 3 tháng 2, 1958 (19 tuổi)   |         | Varese         |
| 15 | HV | Plinio Serena      | 8 tháng 5, 1959 (18 tuổi)   |         | Juventus       |
| 16 | TV | Pietro Sbaccanti   | 30 tháng 1, 1958 (19 tuổi)  |         | Roma           |
| 17 | TV | Giuseppe Greco     | 19 tháng 3, 1958 (19 tuổi)  |         | Turris         |
| 18 | TĐ | Luciano Gaudino    | 13 tháng 7, 1958 (18 tuổi)  |         | A.C. Milan     |

## Bảng D

### Áo
Huấn luyện viên: Alfred Hohenberger
| Số | Vt | Cầu thủ            | Ngày sinh (tuổi)            | Số trận | Câu lạc bộ              |
| -- | -- | ------------------ | --------------------------- | ------- | ----------------------- |
| 1  | TM | Josef Heinisch     | 13 tháng 10, 1958 (18 tuổi) |         |                         |
| 2  | TV | Karl Kolla         | 10 tháng 5, 1959 (18 tuổi)  |         |                         |
| 3  | TV | Johann Koller      | 21 tháng 9, 1958 (18 tuổi)  |         |                         |
| 4  | HV | Oswald Stieger     | 17 tháng 3, 1960 (17 tuổi)  |         | SC Eisenstadt           |
| 5  | TV | Armin Kuhnert      | 16 tháng 2, 1958 (19 tuổi)  |         | Rapid Wien              |
| 6  | TV | Wolfgang Augustin  | 20 tháng 1, 1958 (19 tuổi)  |         | Rapid Wien              |
| 7  | TV | Peter Netuschill   | 16 tháng 9, 1958 (18 tuổi)  |         | SC Neusiedl am See 1919 |
| 8  | TV | Heinz Weiss        | 9 tháng 1, 1958 (19 tuổi)   |         | Rapid Wien              |
| 9  | TV | Gebhard Hammerle   | 28 tháng 7, 1958 (18 tuổi)  |         |                         |
| 10 | HV | Franz Zore         | 22 tháng 1, 1959 (18 tuổi)  |         | SV St Veit              |
| 11 | TĐ | Werner Gregoritsch | 22 tháng 3, 1958 (19 tuổi)  |         | Grazer AK               |
| 12 | TV | Helmut Wartinger   | 13 tháng 9, 1959 (17 tuổi)  |         | VOEST Linz              |
| 13 | HV | Peter Müller       | 14 tháng 4, 1960 (17 tuổi)  |         | Austria Wien            |
| 14 | TĐ | Adolf Meyer        | 4 tháng 3, 1958 (19 tuổi)   |         | Wiener SC               |
| 15 | HV | Martin Lefor       | 19 tháng 2, 1960 (17 tuổi)  |         | SC Eisenstadt           |
| 16 | TM | Erich Weidenauer   | 21 tháng 2, 1959 (18 tuổi)  |         | Austria Wien            |

- Only 16 players in Áo squad.

### Iraq
Huấn luyện viên:  Nedrag Stanković
| Số | Vt | Cầu thủ             | Ngày sinh (tuổi)           | Số trận | Câu lạc bộ        |
| -- | -- | ------------------- | -------------------------- | ------- | ----------------- |
| 1  | TV | Ayad Shawkat        | 1 tháng 1, 1958 (19 tuổi)  |         |                   |
| 2  | TV | Hussein Saeed       | 21 tháng 1, 1958 (19 tuổi) |         | Al-Jameaa         |
| 3  | TV | Hussain Munshid     | 1 tháng 1, 1958 (19 tuổi)  |         | Al-Shorta         |
| 4  | TM | Abdul-Salam Hussein | 1 tháng 1, 1959 (18 tuổi)  |         |                   |
| 5  | HV | Salah Aboud         | 1 tháng 1, 1958 (19 tuổi)  |         |                   |
| 6  | TV | Mehdi Jassem        | 1 tháng 1, 1959 (18 tuổi)  |         | Al-Zawra'a        |
| 7  | TM | Kadhim Hassan       | 1 tháng 1, 1960 (17 tuổi)  |         |                   |
| 8  | TV | Najah Kadhim        | 1 tháng 1, 1958 (19 tuổi)  |         |                   |
| 9  | TV | Saadi Jirjes        | 25 tháng 4, 1955 (22 tuổi) |         | Al-Quwa Al-Jawiya |
| 10 | TV | Yahya Muhammad Ali  | 1 tháng 1, 1959 (18 tuổi)  |         |                   |
| 11 | TĐ | Abdul-Amir Ali      | 1 tháng 1, 1959 (18 tuổi)  |         |                   |
| 12 | TV | Hassan Hussein      | 1 tháng 1, 1958 (19 tuổi)  |         |                   |
| 13 | TV | Ramy Abdullah       | 1 tháng 1, 1959 (18 tuổi)  |         |                   |
| 14 | TV | Abid Fadhel         | 1 tháng 1, 1959 (18 tuổi)  |         |                   |
| 15 | TV | Hadi Ḥammadi        | 1 tháng 1, 1958 (19 tuổi)  |         |                   |
| 16 | TV | Jabbar Awfi         | 1 tháng 1, 1958 (19 tuổi)  |         | Al-Shorta         |
| 17 | TV | Mahdi Hassun        | 1 tháng 1, 1958 (19 tuổi)  |         | Al-Jameaa         |
| 18 | TV | Wamedh Abbas        | 1 tháng 1, 1959 (18 tuổi)  |         | Al-Jameaa         |

### Paraguay
Huấn luyện viên: Salvador Breglia
| Số | Vt | Cầu thủ                | Ngày sinh (tuổi)            | Số trận | Câu lạc bộ       |
| -- | -- | ---------------------- | --------------------------- | ------- | ---------------- |
| 1  | TM | Enrique Bernal         | 15 tháng 7, 1959 (17 tuổi)  |         | Sol de América   |
| 2  | TV | Alfredo González       | 19 tháng 8, 1959 (17 tuổi)  |         |                  |
| 3  | TV | Alejandro Bóveda       | 9 tháng 2, 1958 (19 tuổi)   |         |                  |
| 4  | TV | Marcial Espínola       | 12 tháng 1, 1959 (18 tuổi)  |         | Sol de América   |
| 5  | HV | Óscar López            | 9 tháng 5, 1958 (19 tuổi)   |         | Sportivo Luqueño |
| 6  | TV | Juan Sanabria          | 3 tháng 5, 1959 (18 tuổi)   |         | Cerro Porteño    |
| 7  | TV | Juan Manuel Battaglia  | 11 tháng 6, 1959 (18 tuổi)  |         | Nacional         |
| 8  | TV | Pedro López            | 3 tháng 3, 1959 (18 tuổi)   |         | Guaraní          |
| 9  | TĐ | Víctor Milciades Morel | 9 tháng 9, 1958 (18 tuổi)   |         | Libertad         |
| 10 | TĐ | Gustavo Fanego         | 30 tháng 9, 1958 (18 tuổi)  |         | Guaraní          |
| 11 | TĐ | Darío Ferreira         | 25 tháng 6, 1959 (18 tuổi)  |         |                  |
| 12 | TM | Cipriano Leguizamón    | 26 tháng 9, 1958 (18 tuổi)  |         | Guaraní          |
| 13 | HV | Bernardo Benítez       | 12 tháng 3, 1958 (19 tuổi)  |         | Libertad         |
| 14 | HV | Virgilio Cantero       | 21 tháng 11, 1958 (18 tuổi) |         | Sol de América   |
| 15 | TV | Valentín Rojas         | 16 tháng 12, 1958 (18 tuổi) |         |                  |
| 16 | TV | Domingo Salmaniengo    | 20 tháng 12, 1958 (18 tuổi) |         |                  |
| 17 | TV | Eugenio Giménez        | 4 tháng 5, 1959 (18 tuổi)   |         |                  |
| 18 | TV | Jorge Galarza          | 8 tháng 10, 1959 (17 tuổi)  |         | Cerro Porteño    |

### Liên Xô
Huấn luyện viên: Sergei Mosyagin
| Số | Vt | Cầu thủ             | Ngày sinh (tuổi)           | Số trận | Câu lạc bộ          |
| -- | -- | ------------------- | -------------------------- | ------- | ------------------- |
| 1  | TM | Aleksandr Novikov   | 27 tháng 2, 1958 (19 tuổi) |         | CSKA Moscow         |
| 2  | HV | Valentin Kriyachko  | 27 tháng 1, 1958 (19 tuổi) |         | Metallist Kharkov   |
| 3  | HV | Sergei Baltacha     | 17 tháng 2, 1958 (19 tuổi) |         | Dinamo Kiev         |
| 4  | HV | Viktor Kaplun       | 5 tháng 5, 1958 (19 tuổi)  |         | Metallist Kharkov   |
| 5  | HV | Aleksei Ilyin       | 1 tháng 5, 1958 (19 tuổi)  |         | Lokomotiv Moscow    |
| 6  | TV | Andriy Bal          | 16 tháng 2, 1958 (19 tuổi) |         | Karpaty Lvov        |
| 7  | TV | Volodymyr Bezsonov  | 5 tháng 3, 1958 (19 tuổi)  |         | Dinamo Kiev         |
| 8  | TV | Vagiz Khidiyatullin | 3 tháng 3, 1959 (18 tuổi)  |         | Spartak Moscow      |
| 9  | TV | Igor Bychkov        | 19 tháng 4, 1958 (19 tuổi) |         | CSKA Moscow         |
| 10 | TĐ | Robert Khalaidjian  | 25 tháng 6, 1958 (19 tuổi) |         | Ararat Yerevan      |
| 11 | TĐ | Valeriy Petrakov    | 6 tháng 5, 1958 (19 tuổi)  |         | Lokomotiv Moscow    |
| 12 | TĐ | Grigoriy Batich     | 8 tháng 2, 1958 (19 tuổi)  |         | Karpaty Lvov        |
| 13 | HV | Oleksandr Sopko     | 11 tháng 5, 1958 (19 tuổi) |         | Dinamo Kiev         |
| 14 | TV | Sergey Kiselnikov   | 19 tháng 5, 1958 (19 tuổi) |         |                     |
| 15 | HV | Vladimir Bodrov     | 8 tháng 7, 1958 (18 tuổi)  |         | Dynamo Moscow       |
| 16 | HV | Sergey Igumin       | 9 tháng 5, 1958 (19 tuổi)  |         | CSKA Moscow         |
| 17 | HV | Sergey Zharkov      | 7 tháng 5, 1958 (19 tuổi)  |         | Chernomorets Odessa |
| 18 | TM | Yuriy Syvukha       | 13 tháng 1, 1958 (19 tuổi) |         | Dinamo Kiev         |